# Пеебу
Пеебу (ест. Peebu, виро Peebu) — село в Естонії, входить до складу волості Миністе, повіту Вирумаа.